# Proprioseiopsis rosellus
Proprioseiopsis rosellus är en spindeldjursart som först beskrevs av Chant 1959.  Proprioseiopsis rosellus ingår i släktet Proprioseiopsis och familjen Phytoseiidae. Inga underarter finns listade i Catalogue of Life.